# Hiperfenilalaninemia
A hiperfenilalaninemia (HPA), nome genérico dado a elevados níveis de fenilalanina (Phe) no sangue, constitui uma desordem primária do sistema de hidroxilação da Phe, podendo ser causada pela deficiência da enzima hepática fenilalanina hidroxilase (PAH) ou das enzimas que sintetizam ou reduzem a coenzima tetrahidrobiopterina. Podem ser encontrados diferentes tipos de hiperfenilalaninemias, de acordo com o erro metabólico envolvido, formando um grupo heterogêneo de doenças, incluindo a fenilcetonúria (PKU) clássica e variações de hiperfenilalaninemias (HPAs), como a HPA persistente, a HPA branda e a PKU atípica.